# Warly Ceriani
 Warly Ceriani  (cuyo verdadero nombre era Luis Antonio Ceriani) fue un actor que nació en Buenos Aires - Argentina el 20 de octubre de 1895 y falleció en Buenos Aires, el 3 de mayo de 1983 luego de una larga carrera en cine.

## Filmografía
Actor
| - Chafalonías (1959) - Mi esqueleto (1959) - Detrás de un largo muro (1958)… Bautista - El hombre que hizo el milagro (1958) - Fantoche (1957) - Después del silencio (1956) ….Médico - Más pobre que una laucha (1955) - La noche de Venus (1955) - Cuando los duendes cazan perdices (1955) - Bacará (1955) …Saldías - Un novio para Laura (1955) - El hombre que debía una muerte (1955) - Mercado de abasto (1955) .... Médico - Pájaros de cristal (1955) - La edad del amor (1954) - Un hombre cualquiera (1954) - La casa grande (1953) - Ellos nos hicieron así (1953) - La melodía perdida 1952) - Vigilantes y ladrones (1952) … Profesor 1 en mesa examinadora - La bestia debe morir (1952) … Hombre 1 en filmación - Especialista en señoras (1951) - La indeseable (1951) .... Médico - Me casé con una estrella (1951) - Locuras, tiros y mambo (1951) - La culpa la tuvo el otro (1950) ...Dr. Bermúdez - Don Fulgencio (El hombre que no tuvo infancia) (1950) - Captura recomendada (1950) - Fuego sagrado (1950) - Escuela de campeones (1950) - Pasaporte a Río (1950) .... Conseje 3 - La culpa la tuvo el otro (1950) .... Dr. Bermúdez - Marihuana (1950) .... Director - Hoy canto para ti (1950) - Toscanito y los detectives (1950) .... Hombre 2 en ascensor - De padre desconocido (1949) - Mujeres que bailan (1949) .... Profesor Jorge - Juan Globo (1949) - Un tropezón cualquiera da en la vida (1949) .... Policía - La rubia Mireya (1948) - La calle grita (1948) - La dama del collar (1948) .... Maitre - Mosquita muerta (1946) - Almafuerte (1949) - La cuna vacía (1949) - Mujeres que bailan (1949) …Profesor Jorge | - Nace la libertad (1949) - Por ellos... todo (1948) - Dios se lo pague (1948) - Pasaporte a Río (1948) …Conserje - Santa Cándida (1945) - El alma de un tango (1945) - Cinco besos (1945) - Rigoberto (1945) - Madame Sans Gene (1945) - Dos ángeles y un pecador (1945) - Su mejor alumno (1944) - Se rematan ilusiones (1944) - El fin de la noche (1944) .... Gaspar - Fuego en la montaña (1943) - La guerra la gano yo (1943) - La hija del ministro (1943) - Luisito (1943) - La suerte llama tres veces (1943) - Stella (1943) - Su hermana menor (1943) - Los chicos crecen (1942) - El comisario de Tranco Largo (1942) - El pijama de Adán (1942) - Un nuevo amanecer (1942) - Gran pensión La Alegría (1942) - La mentirosa (1942) .... Policía - Academia El Tango Argentino (1942) - Bajó un ángel del cielo (1942) - La mujer del zapatero (1941) - Un hombre bueno (1941) - Cuando canta el corazón (1941) - Volver a vivir (1941) - Mamá Gloria (1941) - Fronteras de la ley (1941) - El astro del tango (1940) - Encadenado (1940) - Corazón de turco (1940) - Carnaval de antaño (1940) - Su nombre es mujer (1940) - Canto de amor (1940) - La hija del viejito guardafaro (1939) - Hermanos (1939) - Nuestra tierra de paz (1939) - Puerta cerrada (1939) …Dr. William - El último encuentro (1938).... Policía 2 - El diablo con faldas (1938) - Con las alas rotas (1938) - El forastero (1937) |